# Shire (division administrative)
Pour les articles homonymes, voir Shire.

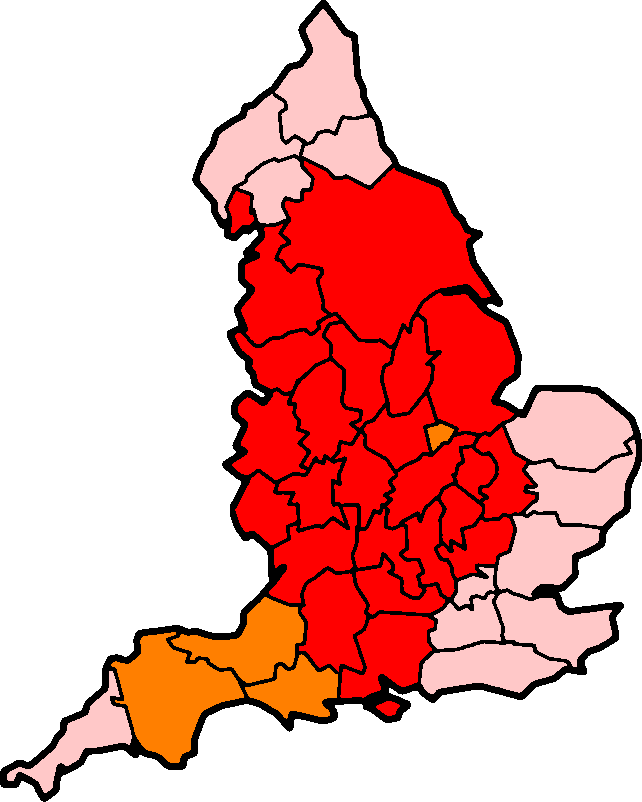
Les comtés traditionnels d'Angleterre : ceux en rouge, indiquent les comtés ayant le suffixe -shire dans leurs noms ; ceux en orange, les comtés où le suffixe -shire est parfois utilisé.

Le shire désignait à l'origine les circonscriptions administratives en usage chez les Anglo-saxons de l'Angleterre pré-normande et équivalent à des comtés.  

## Étymologie
Le terme dériverait du vieil anglais Scer, apparentés aux termes anglais actuels : Shear (« ciseau », « cisaillement ») ou Shore (« Rive »).

## Historique
Les premiers shire furent constitués au IXe siècle en Bernicie, royaume s'étendant sur le nord de l'Angleterre et le sud de l'Écosse.

Le terme s'étendit progressivement sur le reste de la Grande-Bretagne, notamment en Angleterre (les Écossais utilisant le mot schyr).
  
Les shires étaient à leur tour divisés en hundreds ou en wapentakes (terme venant du vieux norrois vápnatak, désignant, pour les membres d'une assemblée, le fait d'empoigner et de brandir une arme en signe d’approbation d'une décision).

Au XIIe siècle, peu après la conquête normande, les shires jugés trop indépendants, furent remplacés par des comtés (County) placés sous l'autorité du pouvoir central.
Cependant, certains d'entre eux conservèrent le suffixe -shire dans leurs noms, souvent associés au nom du chef-lieu.
Par la suite, ce terme fut exporté dans les diverses possessions britanniques, c'est pourquoi on le retrouve également en Irlande, en Australie ou aux États-Unis.
De nos jours, en Angleterre et au pays de Galles, le terme non officiel de shire county désigne dans un sens large tout comté qui n'est pas un comté métropolitain, c'est-à-dire les comtés non métropolitains et les autorités unitaires. Au sens restreint, le terme de shire county, a même tendance à désigner uniquement les territoires du comté non métropolitain qui ne sont pas organisés en autorité unitaire.